# Конституция Северной Осетии
Конституция Республики Северная Осетия — Алания (осет. Республикӕ Цӕгат Ирыстон — Аланийы Конституци) — основной закон Республики Северная Осетия в составе Российской Федерации.
Принята Верховным Советом республики 12 ноября 1994 года. С изменениями от 19 июля 2000 г., 21 февраля, 25 апреля 2002 г., 22 июня 2004 г., 31 мая 2005 г.

## Структура
Состоит из:
- преамбулы

Многонациональный народ Республики Северной Осетия-Алания, утверждая права и свободы человека, гражданский мир и согласие, исходя из общепризнанных принципов равноправия и самоопределения народов, руководствуясь Федеративным Договором, (в ред. Конституционного закона Республики Северная Осетия-Алания от 22.06.2004 N 2-РКЗ) стремясь обеспечить благополучие и процветание республики, сохраняя историческую связь поколений, исходя из ответственности перед настоящим и будущим, подтверждая свою приверженность принципам и положениям Конституции Российской Федерации, провозглашает и устанавливает настоящую КОНСТИТУЦИЮ.
- 2 разделов
- 10 глав
- 111 статей

## Историческая справка
Конституция Северной Осетии принята Верховным Советом Республики 12 ноября 1994 года, изменения вносились 4 раза. Последние касались порядка избрания Главы Республики, теперь его назначает Президент Российской Федерации и утверждает Парламент республики. Текст Конституции республики выпущен для местного населения и свободно продаётся на территории Республики.